# ملك جمال العالم لعام 2019
ملك جمال العالم لعام 2019 ، النسخة العاشرة من مسابقة ملك جمال العالم ، في 23 أغسطس 2019 في مدرج أرانيتا الذكي في مدينة كويزون ، مترو مانيلا ، الفلبين .   ملك جمال العالم لعام 2016 روهيت خانديلوال توج خلفه جاك هيسليوود من إنجلترا باسم مستر ورلد 2019. 

## النتائج

### الترتيب
| النتائج النهائية | متنافس |
| ---------------- | --- |
| مستر وورلد 2019  | - إنجلترا - جاك هيسليوود |
| الوصيف الأول     | - جنوب إفريقيا - فزيل مخيز |
| الوصيف الثاني    | - المكسيك - براين ارتورو فوجير جونزاليس |
| أعلى 5           | - البرازيل - كارلوس ويلتون تيودورو فرانكو - جمهورية الدومينيكان - اليخاندرو مارتينيز |
| أعلى 12          | - النمسا - البرتو نودال - أيرلندا - واين والش - لبنان - جان بول بيطار - وصلة= نيبال - أكشاي جونغ راياماجي - أيرلندا الشمالية - آدم ستينسون - الفلبين - جودي بينيس تيجانو صليبا - تونغا - ميكائيل هنري أهومانا |
| أعلى 29          | - الأرجنتين - ليوناردو دياز الينكسترو - تشيلي - فيليب روجاس راميريز - China PR - تشانغ تشيو - جمهورية التشيك - جاكوب كراو - غانا - برايت أوفوري - إندونيسيا - راديتو واهيو سينوبوترو - إيطاليا - ماركو ديليا - كينيا - روبرت كولا بودي - لاتفيا - إدفين لويميليس - موريشيوس - الكسندر كوربانين - هولندا - اشلي كريم بيتيرنيلا - نيجيريا - الأمير Enwerem - بولندا - روبرت كابيكا - بورتوريكو - خوسيه هامبرتو كوتو رودريغيز - روسيا - دينيس بافليفيتش خاديكو - الولايات المتحدة - أندريسيتو جيروزين دي لا كروز - فنزويلا - خورخي إدواردو نونيز مارتينيز |

### الفائزين حسب المنطقة القارية
| القارة               | المتنافس                                   |
| -------------------- | ------------------------------------------ |
| أفريقيا              | - جنوب إفريقيا - فزيل مخيز                 |
| الأمريكتين           | - المكسيك - براين ارتورو فوجير جونزاليس    |
| آسيا وأوقيانوسيا     | - الفلبين - جودي بينيس تيجانو صليبا        |
| منطقة البحر الكاريبي | - جمهورية الدومينيكان - اليخاندرو مارتينيز |
| أوروبا               | - النمسا - البرتو نودال                    |

### مسابقات التحدي
- الشدة هو اختبار للقوة والتحمل والعزم
- الرياضة هي اختبار للمهارات والانضباط والرياضية
- الموهبة والإبداع تدور حول براعة المتسابقين والتقنية وتفانيهم
- الموضة تنظر إلى الرجال في اختياراتهم الصحيحة في الموضة
- الوسائط المتعددة تنظر إلى الجاذبية وكيف يقدم المتسابقون أنفسهم وكيف يشاركون ويتفاعلون مع جمهور على الإنترنت

### أحداث المسار السريع
| النتائج النهائية      | بلد          | متنافس                      |
| --------------------- | ------------ | --------------------------- |
| التحدي الرياضي        | جنوب إفريقيا | فضيلة مخيز                  |
| التحدي الشديد         | أيرلندا      | واين والش                   |
| الموهبة والإبداع      | تونغا        | ميكائيل هنري أهومانا        |
| أفضل موديل            | المكسيك      | براين ارتورو فوجير غونزاليس |
| تحدي الوسائط المتعددة | نيبال        | أكشاي جونج راياماجي         |

### الرياضات
| النتيجة النهائية | المتسابقون                          |
| ---------------- | ----------------------------------- |
| الفائز           | جنوب إفريقيا - فزيل مخيز            |
| الوصيف الأول     | النمسا - البرتو نودال               |
| المركز الثاني    | أيرلندا - واين والش                 |
| المركز الثالث    | كينيا - روبرت كولا بودي             |
| سباحة            | الأرجنتين - ليوناردو دياز الينكسترو |
| كرة سلة          | إنجلترا - جاك هيسليوود              |
| تدريب سرعة       | بيرو - جانو كاربر                   |

| الفريق | الفريق الأحمر | الفريق الاخضر | الفريق الأصفر | فريق أزرق |
| --- | --- | --- | --- | --------- |
| - Alberto Nodale - Makala Nganda Courtez - Alessandro Coward - Felipe Rojas Ramírez - Daniel Castrillón - Naim Jassir Pieter               | - Jakub Krauś - David Pivaral - Jack Heslewood - Joselayt Ebana Miko - Luigy Manyri - Wayne Walsh                                                                    | - Robert Cula Budi - Owen Hawel - Alexandre Curpanen - Ashley Karym Peternella - Alberto Magno Silva Romero - Jano Carper                                                                              | - Learie Hall - Fezile Mkhize - Daniel Torres Moreno - Anakin Nontiprasit - Mikaele Henry Ahomana - Jorge Eduardo Núñez Martínez                           |           |
| - Grigor Vardanyan - Mahadi Hasan Fahim | - Daniel Andres Vallejo Arauz - Tino Kantonen | - Daryl Azzopardi - Prince Nelson Enwerem | - Manoj Suranga de Silva - Andresito Germosen dela Cruz |           |
| - Leonardo Díaz Alincastro - Jonathan Berry                                                                                                | - Thomas Tzekos - Kenta Nagai | - José Antonio Vallejos Pérez - Algis González | - Jody Baines Tejano Saliba - Robert Kapica |           |
| - Pascoal Jorge André - Darko Milović - Carlos Wilton Teodoro Franco - Oliver Staykov - Somkhan Ou - Zhang Zhiyu - Daniel Esquivel Navarro | - Alejandro Martínez - Henri Keskküla - Bright Ofori - Moises Darío Paredes Alvarado - Vishnu Raj Menon - Radityo Wahyu Senoputro - Marco d'Elia - Adilbek Nurakayev | - Na Gi-wook - Daniel Begaliev - Edvīns Ločmelis - Jean-Paul Bitar - Yong Kian Yik - Brian Arturo Faugier González - Nemanja Kaludjerović - Sai Kaung Min Htet - Akshay Jung Rayamajhi - Adam Steenson | - José Humberto Cotto Rodríguez - Denis Pavlevich Khadyko - Makalio Junior Matalio Alai - Nikola Boćanin - Mohamed Kamanoh - Hugo Ong Jun Hui - Deng Aguer |           |

### التحدي الشديد
| النتيجة النهائية | متنافس                                                                 |
| الفائز           | - أيرلندا - واين والش                                                  |
| أعلى 4           | - النمسا - البرتو نودال - لبنان - جان بول بيطار - الفلبين - جودي صليبا |

### الموهبة والإبداع
| النتيجة النهائية | متنافس                                                                                    |
| الفائز           | - تونغا - ميكائيل هنري أهومانا                                                            |
| الوصيف           | - إندونيسيا - راديتو واهيو                                                                |
| أعلى 5           | - إنجلترا - جاك هيسليوود - هولندا - اشلي كريم بيتيرنيلا - نيجيريا - الأمير نيلسون Enwerem |

### تحدي أفضل موديل
| النتيجة النهائية | متنافس |
| الفائز           | - المكسيك - براين ارتورو فوجير جونزاليس |
| أعلى 5           | - جمهورية الدومينيكان - اليخاندرو مارتينيز - إنجلترا - جاك هيسليوود - الفلبين - جودي بينيس تيجانو صليبا - فنزويلا - خورخي إدواردو نونيز مارتينيز |
| أعلى 25          | - أنغولا - باسكوال خورخي أندريه - الأرجنتين - ليوناردو دياز الينكسترو - النمسا - البرتو نودال - البوسنة والهرسك - داركو ميلوفيتش - البرازيل - كارلوس ويلتون تيودورو فرانكو - كمبوديا - سومخان أو - كندا - اليساندرو كاوارد - تشيلي - فيليب روجاس راميريز - الصين - تشانغ تشيو - كولومبيا - دانييل كاستريلون - جمهورية التشيك - جاكوب كراو - إيطاليا - ماركو دييليا - لبنان - جان بول بيطار - موريشيوس - الكسندر كوربانين - أيرلندا الشمالية - آدم ستينسون - بولندا - روبرت كابيكا - سيراليون - محمد كامانو - جنوب إفريقيا - فزيل مخيز - إسبانيا - دانييل توريس مورينو - تايلاند - أنكين نونتيبراسيت |

### تحدي الوسائط المتعددة
| النتيجة النهائية | المتنافسون                        |
| الفائز           | وصلة= نيبال - أكشاي جونغ راياماجي |
| الوصيف الأول     | النمسا - البرتو نودال             |
| الوصيف الثاني    | الهند - فيشنو راج مينون           |

### لأول مرة
- أرمينيا
- بنغلاديش
- كمبوديا
- الكاميرون
- الإكوادور
- غينيا الاستوائية
- فنلندا
- موريشيوس
- ميانمار
- ساموا
- سيراليون
- سينت مارتن
- جنوب السودان
- تونغا

### عائدون
آخر منافسة في عام 1996 : 
- إستونيا

آخر منافسة في 2007 : 
- تشيلي

آخر منافسة في عام 2010 : 
- أنغولا
- إندونيسيا
- كازاخستان
- الجبل الأسود
- صربيا
- تايلاند

 آخر منافسة في عام 2012 : 
- البوسنة والهرسك
- جمهورية التشيك
- لوكسمبورغ
- سنغافورة

 آخر منافسة في 2014 : 
- أستراليا
- كولومبيا
- جمهورية الدومينيكان
- لاتفيا
- لبنان
- هولندا
- باراغواي
- روسيا
- فنزويلا

### المنسحبون
- بوليفيا  - انسحب كريستيان دانيال تيران أنزالدو من المنافسة لأسباب لم يكشف عنها.
- الدنمارك  - لم يتم تعيين مندوب بسبب نقص التمويل والرعاية.
- فرنسا  - لم يتم تعيين مندوب بسبب نقص التمويل والرعاية.
- ألمانيا  - لم يتم تعيين أي مندوب بعد أن فقد Mister Deutschland امتيازه.
- مولدوفا  - لم يتم تعيين مندوب بسبب نقص التمويل والرعاية.
- رومانيا  - لم يتم تعيين مندوب بسبب نقص التمويل والرعاية.
- إسكتلندا  - انسحب إيان آلان سكوت أدي من المنافسة لأسباب لم يكشف عنها.
- السويد  - أصيب يوهانس ليونيداس أولمفورس بحمى شديدة قبل أيام قليلة من السفر إلى مانيلا وبالتالي انسحب من المنافسة.
- سويسرا  - لم يتم تعيين أي مندوب بعد أن فقد السيد مستر سويس فرانكفوني امتيازه.
- ويلز  - انسحب لوك ويليامز من المنافسة لأسباب لم يكشف عنها.

## روابط خارجية
- الموقع الرسمي